# Burg Neu-Tannegg
Die Burg Neu-Tannegg, auch Burg Boll genannt, ist die Ruine einer Höhenburg bei 695 m ü. NN auf einem Bergrücken über der Wutachschlucht bei Boll, einem Ortsteil der Stadt Bonndorf, im Landkreis Waldshut in Baden-Württemberg.

## Geschichte
Als Erbauer der vermutlich nach 1200 errichteten Burg gelten die Herren von Boll, die als Dienstmannen der Freiherren von Krenkingen um 1160 erwähnt werden. Ob der Name „Burg Boll“ ursprünglich eine Vorgängerburg der Burg Neu-Tannegg bezeichnete, ist nicht geklärt. In der Mitte des 13. Jahrhunderts kam die Burg in den Besitz der Herren von Tannegg und 1294 an die Herren von Blumberg, die sie an die verwandten Herren von Blumegg weitergaben. 1366 kaufte Egloff von Wolfurt die Anlage, später die Herren von Rechberg. Um das Jahr 1400 zerstörte ein Bergrutsch den nördlichen Teil der Anlage, die 1467 von Graf Johann von Lupfen erworben wurde. Ab 1460 wird Burg Neu-Tannegg durchgängig als „Burgstall“ bezeichnet. In der Nähe lag die Burg Tannegg, genannt Burg Alt-Tannegg.
Die Burganlage, die einst wohl die bedeutende Furt Dietfurt in der Wutach kontrollieren sollte, zeigt u. a. noch Reste von Umfassungsmauern, die Südseite des Palas und einen Halsgraben zum höher gelegenen Berghang.
Wegen Einsturzgefahr ist der Zugang zur Anlage gesperrt (Schild „Zutritt verboten“ vor Ort).

## In der Kunst
Godefroy Engelmann fertigte 1829 eine Lithografie nach einer Zeichnung von Maximilian von Ring.

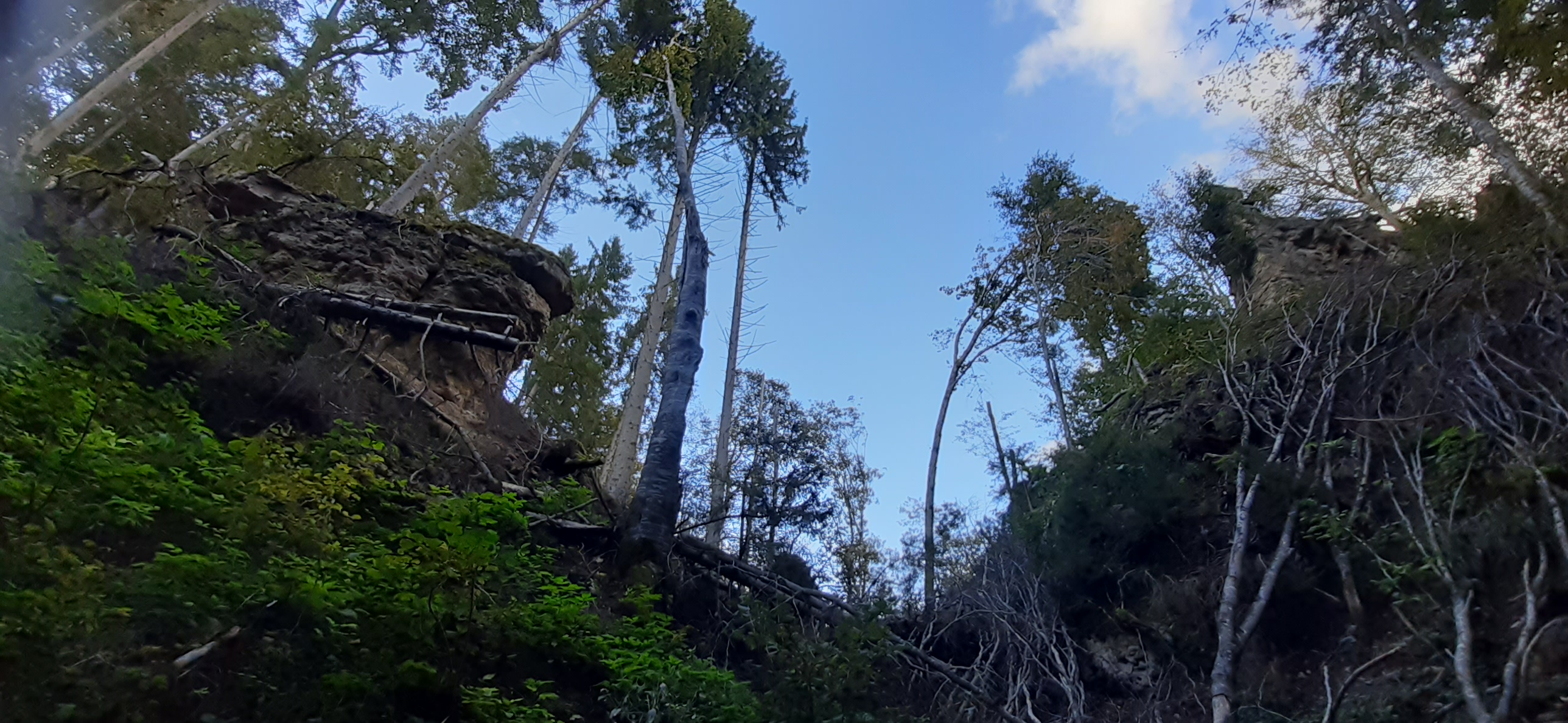
Blick vom Wanderweg in die Wutachschlucht auf Halsgraben und Westecke der Südwand der Palasruine.
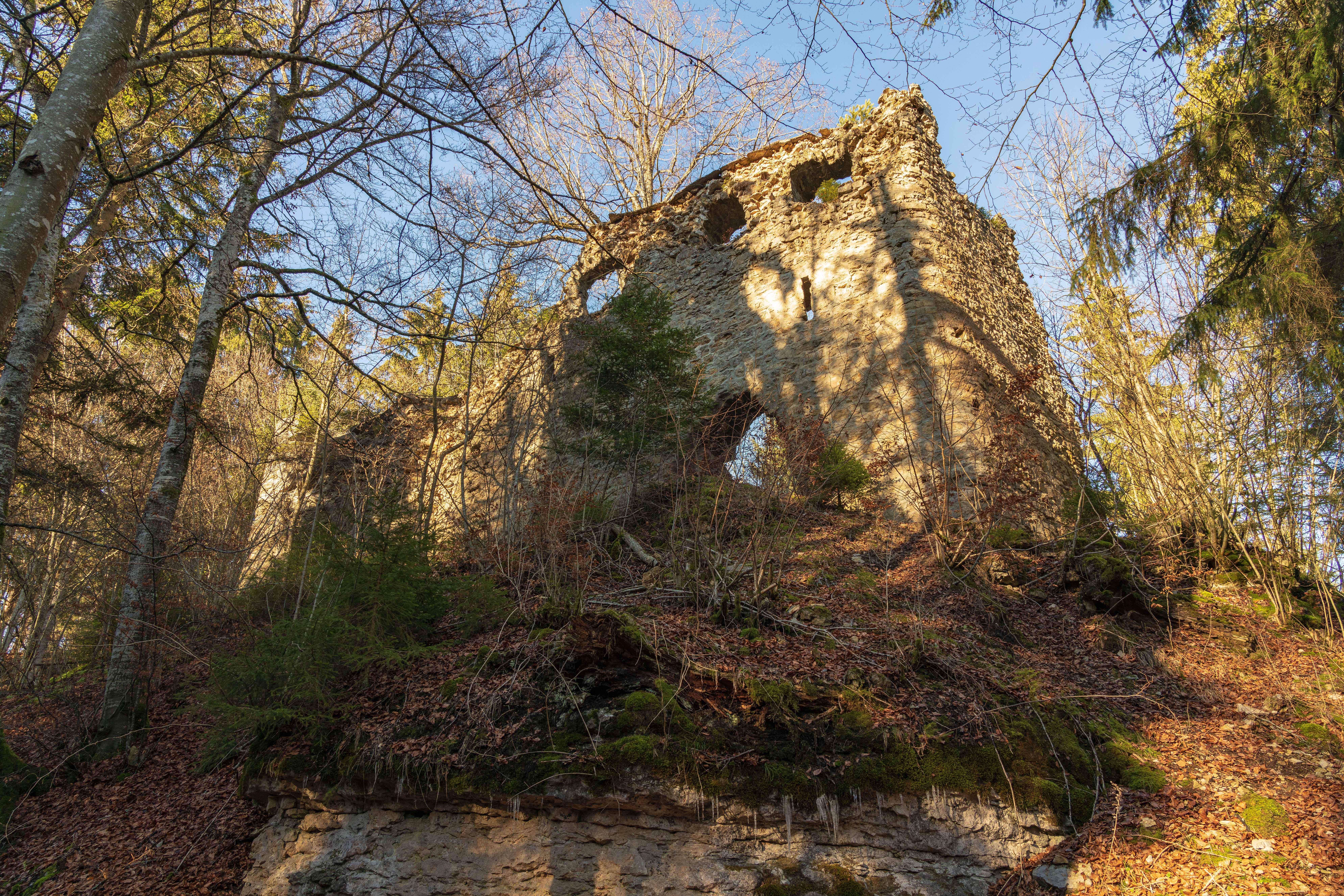
Außenseite der Südwand der Palasruine am schmalen Zugang zum Burgplateau.
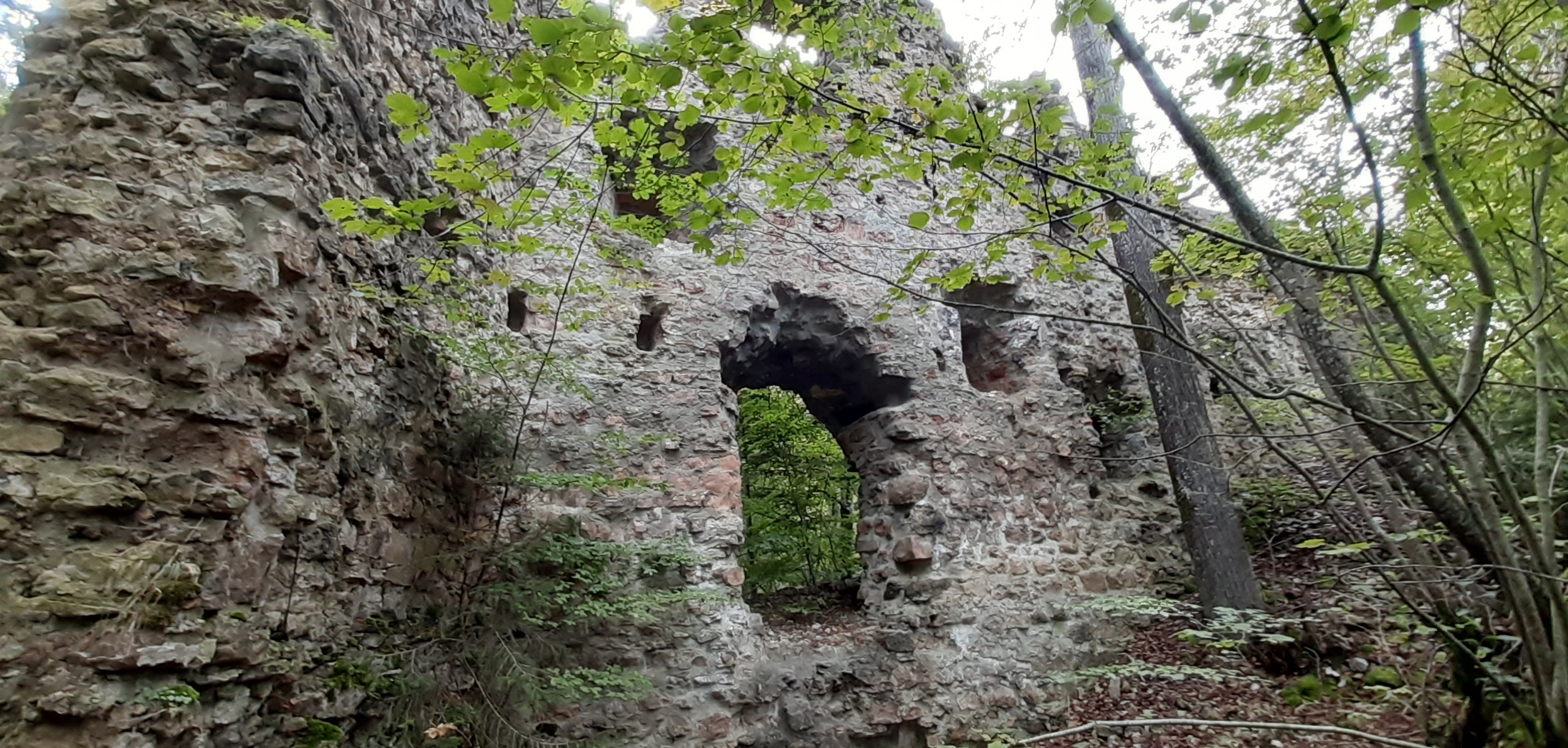
Innenseite der Südwand der Palasruine mit Schießscharten und vermutlichem Zugang.
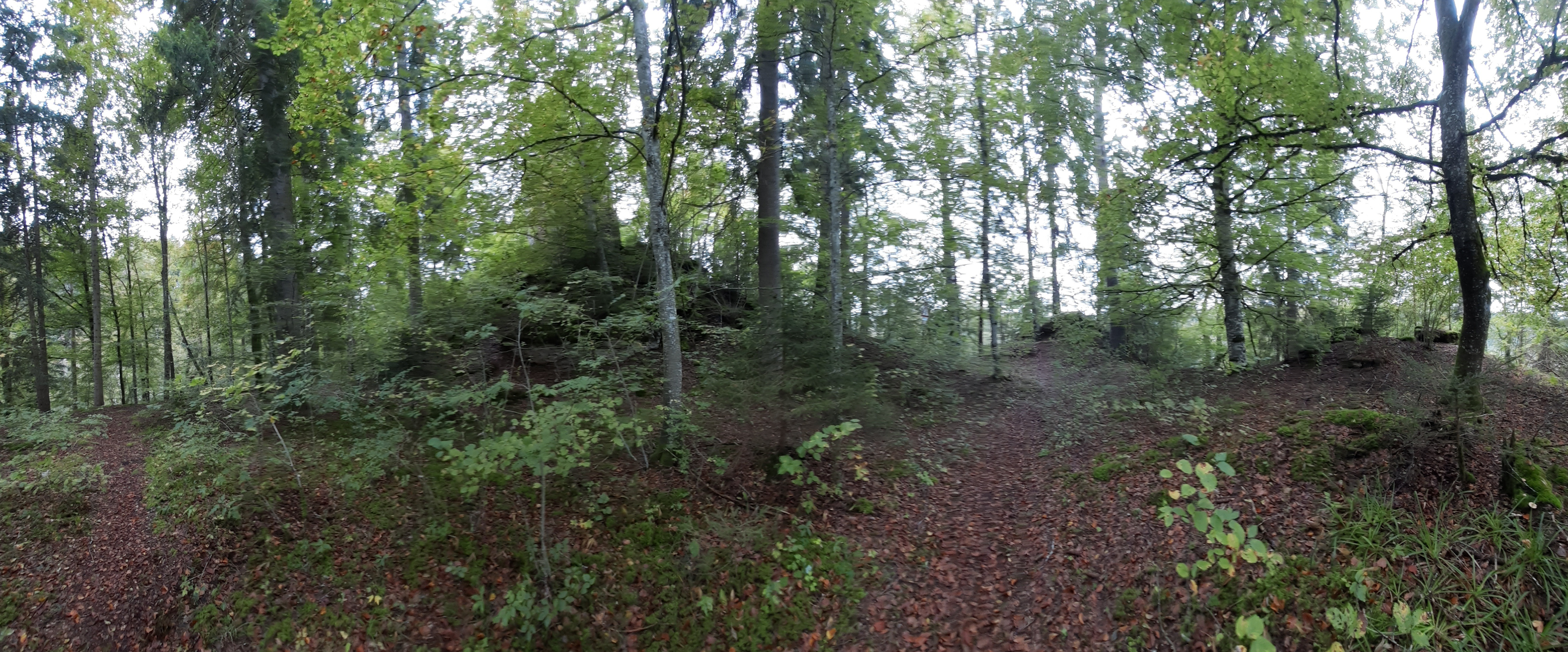
Burgplateau im Osten am Felssporn in die Wutachschlucht; Ringmauerreste sichtbar.
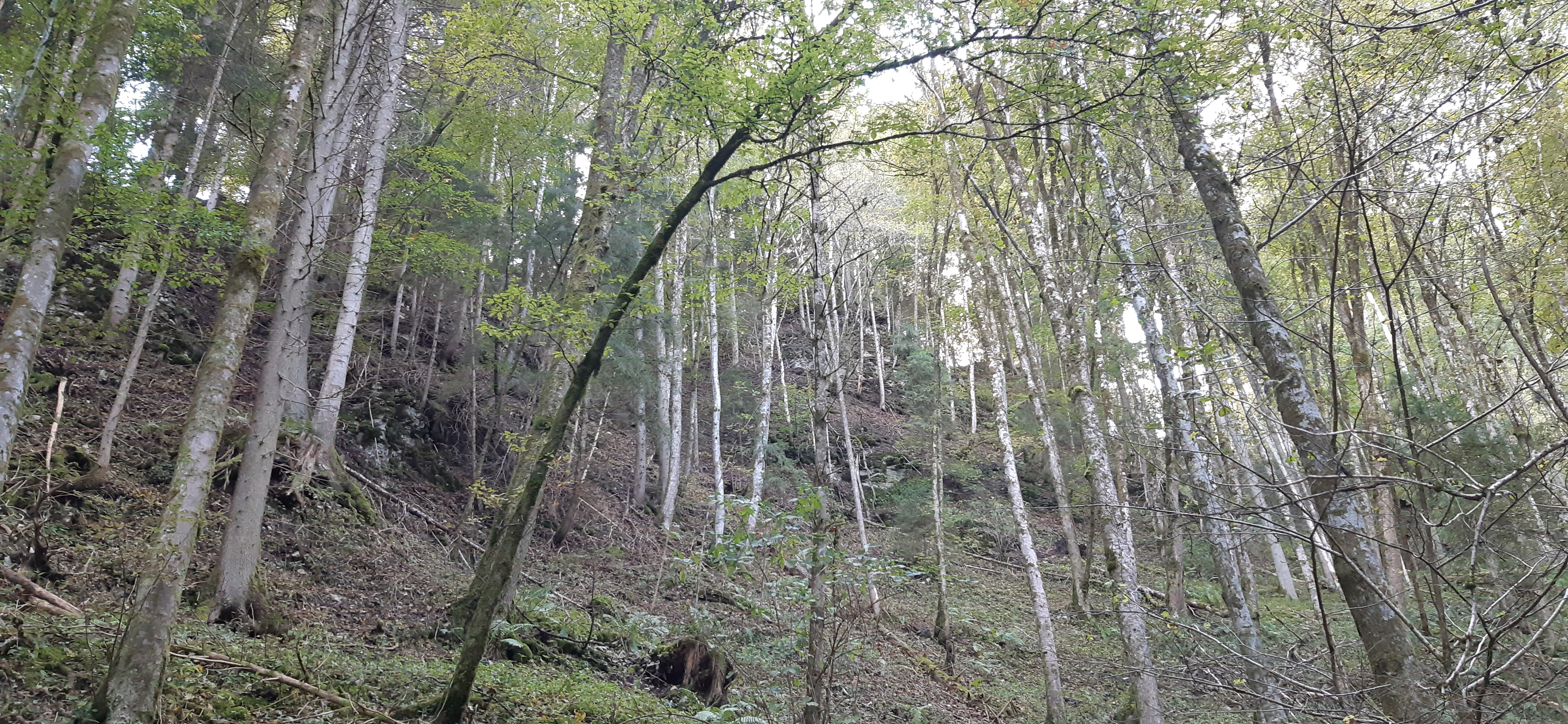
Blick vom Ende der Serpentinen des Wanderweges im Osten der Burgruine auf die Abbruchseite im Norden.